# Conus petergabrieli
Conus petergabrieli é uma espécie de gastrópode do gênero Conus, pertencente à família Conidae.